# Ciklotron
A ciklotron olyan részecskegyorsító, amelyben töltött részecskék (például protonok, ionok) mágneses tér hatására spirális pályán haladnak belülről kifelé. Minden egyes körbefordulás során a váltóáram elektromos tere kétszer gyorsít a részecskén, egyre nagyobb sugarú körpályára juttatva azt.
A ciklotron elvét Gaál Sándor magyar fizikus alkotta meg, 1929-es leírása azonban szerencsétlen véletlen folytán publikálatlan maradt és ezért a magyar (és a román) szakirodalmon kívül a világban – helytelenül – Ernest Lawrence-nek tulajdonítják az elsőséget. A ciklotron elvét először Szilárd Leó szabadalmaztatta negyed évvel Lawrence előtt, 1929. január 5-én, de az elvet nem próbálta meg a gyakorlatba átültetni. Az első ciklotront a tőle függetlenül dolgozó Lawrence és hallgatója, M. Stanley Livingston (Milton Stanley Livingston) építette meg 1930 és 1932 között. (Ők 1929. április 1-én adták be szabadalmi igényüket.)
Napjainkban többek között a rák kezelésére használják.
A relativisztikus tömegnövekedés korlátozza a maximális részecskeenergiát, a tömegnövekedés kompenzálására fejlesztették ki a szinkrociklotront és az izokrón ciklotront.

## Felépítése

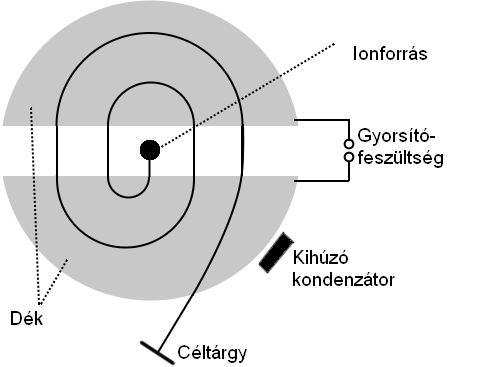
A ciklotron felépítése

Egy elektromágnes pólusai között lapos kerek vákuumkamra található. A vákuumkamrában található két D alakú rész (dék) két üreges fémből van, amelyen belül a töltött részecskék mozognak. Az ionforrásból jön ki a részecske, amely a mágneses tér miatt körpályán mozog. Olyan frekvenciával változtatják az elektromos teret a két D között, hogy a részecskét mindig gyorsítsa, amikor áthalad rajta. Végül egy megfelelő töltésű lemez segítségével a részecskét kihúzzák a gyorsítóból további felhasználásra.
Amíg nincs jelentős relativisztikus tömegnövekedés, addig állandó frekvenciájú váltóáram megfelelő a gyorsításhoz, a frekvencia független a sebességtől: ez az úgynevezett ciklotronfrekvencia.

## A ciklotron matematikai leírása

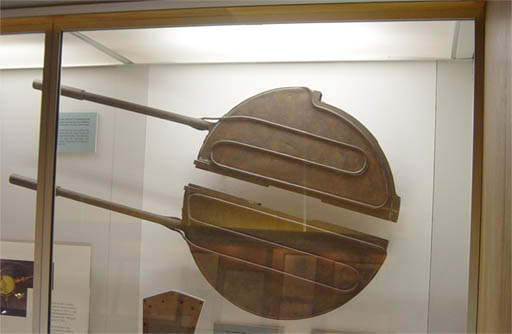
A ciklotron D alakú részei

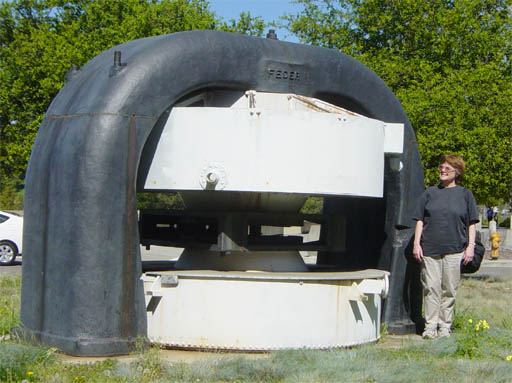
Az előző ciklotron mágnesrésze

A B mágneses tér szolgáltatja a centripetális erőt. Mivel a részecske erre merőlegesen mozog, ezért ennek értéke Bqv. Tehát
{\displaystyle {\frac {mv^{2}}{r}}=Bqv}
(ahol m a részecske tömege, q a töltése, v a sebessége és r a pályasugara).
Ebből
{\displaystyle {\frac {v}{r}}={\frac {Bq}{m}}}
v/r egyenlő az ω szögsebességgel, így
{\displaystyle \omega ={\frac {Bq}{m}}}
A frekvencia pedig
{\displaystyle f={\frac {\omega }{2\cdot \pi }}}
tehát,
{\displaystyle f={\frac {Bq}{2\cdot \pi \cdot m}}}

## A ciklotron továbbfejlesztett változatai
Ebből látható, hogy a frekvencia nem függ a pályasugártól kisebb sebességek esetén. fénysebesség közeli sebességek esetén azonban a tömeg növekszik, így a frekvencia lecsökken. Ennek ellensúlyozására kétféle megoldás született:
- szinkrociklotronok: Ebben a gyorsító tér frekvenciát megfelelően csökkentik az időben. Hátránya, hogy nem gyorsíthatunk újabb részecskecsomagot, amíg az előzőt fel nem gyorsítottuk, ezért kicsi a nyalábáram. További elnevezései frekvenciamodulált (FM) ciklotron, fazotron.
- izokrón ciklotron: Egy másik kézenfekvőnek látszó módszer, a mágneses tér időbeli vagy sugármenti növelése, nem egyszerűen járható, mert alapesetben a nyaláb pályára merőleges (vertikális) szétszóródását (divergenciáját) vonja maga után (mágneses térindex). L. H. Thomas mutatta ki 1938-ban, hogy ezen a mágneses tér speciális elrendezésével ellensúlyozni lehet. [halott link] Ezt használják ki az izokrón ciklotronok. További elnevezései relativisztikus ciklotron, azimutálisan váltakozó terű (AVF), szektorfókuszált ciklotron (SFC)

| típus             | max. végenergia (MeV)             | nyalábáram | max átmérő / mágnestömeg | felhasználás |
| ----------------- | --------------------------------- | ---------- | ------------------------ | --- |
| ciklotron         | 20 MeV (proton) 40 MeV (deuteron) | 500 μA     | 2m / 300 t               | |
| szinkrociklotron  | 600-800 MeV (proton)              | pár μA     | 4 m / 4000 t             | először hoztak létre vele mesterségesen mezonokat                                                                      |
| izokrón ciklotron | >600 MeV (proton)                 | 50 μA      |                          | neutronhiányos izotópok termelése (a neutronfeleslegeseké reaktorokban), magspektroszkópia, magreakciók tanulmányozása |

## Ciklotronok
- ATOMKI (Debrecen)